# Vicomtes d'Auvillar
Le vicomté d'Auvillar a été liée au vicomté de Lomagne.

## Les vicomtes de Lomagne et d'Auvillars

### Maison de Lomagne
L'histoire des vicomtes de Lomagne et d'Auvillar est assez obscure avant le XIIIe siècle.
- Arnaud Odon est le premier vicomte d'Auvillar et de Lomagne connu grâce à une lettre datée de 1030 du pape Jean XIX à Guillaume, comte de Fézensac et d'Astarac, lui de faire restituer les églises de Lauriol et de Flamarens à l'abbaye de Moissac saisies par le vicomte d'Auvillar.
- Vivien, ou Vésian, successeur d'Arnaud Odon attaque et incendie la ville et l'abbaye de Moissac.
- Saxet, vicomte de Lomagne accorde sa Coutume à la ville d'Auvillar, au XIIe siècle. Vers 1120 il donne des Coutumes à Auvillar dont des articles étaient conservés dans les archives de l'abbaye de Moissac. Ces Coutumes indiquent que le vicomte se donne le droit de prélever des taxes sur les biens entrant dans Auvillar et un péage sur la Garonne.
- Odon, surnommé Bernard, est le successeur de Saxet. Il a prêté un serment de fidélité à Géraud, abbé de Moissac entre 1147 et 1151. Il est encore en vie en 1171 car il assiste comme témoin à la rédaction du traité de paix intervenu entre Raymond, comte de Toulouse, et Roger, vicomte de Béziers.

Les vicomtes de Lomagne et d'Auvillars profitaient du site du château pour surveiller la navigation et prélever des taxes ce qui gênait la navigation sur la Garonne. En 1204, les consuls de Toulouse ont décidé de créer une armée consulaire pour attaquer Auvillar. Un traité est signé entre les consuls de Toulouse et le vicomte de Lomagne, vicomte d'Auvillar.
- Vivien, ou Vésian, est désigné comme vicomte de Lomagne et d'Auvillar dans un acte de donation faite à l'abbaye de Moissac. En 1204, le vicomte a augmenté le tarif des péages et rançonné les bateaux entraînant une guerre avec les consuls de Toulouse. En 1217, il se rallie à Simon de Montfort contre Raymond VI de Toulouse pendant la croisade contre les Albigeois.
- Odon, fils de Vivien, cité dans l'acte de donation de 1217.
- Arnaud Othon, fils d'Odon. Il eut de bonnes relations avec Raymond VII de Toulouse. Pour avoir son appui, il lui a cédé, le 25 mars 1246, les droits de sa première femme, Mascarose, sœur de Bernard V d'Armagnac sur le comté de Fézensac. Le comte de Toulouse l'a protégé contre les prétentions du Géraud V d'Armagnac dans l'opposition concernant les droits de sa fille, Mascarose II d'Armagnac sur le comté d'Armagnac. En secondes noces, il s'est marié, vers 1246, avec Escaronne de Lomagne, puis, en troisièmes noces, avant le 20 février 1249, il s'est marié avec Marie d'Anduze, fille de Pierre Bermond, sire d'Anduze et de Sauve, et nièce du comte de Toulouse. Puis il a abandonné le parti du comte de Toulouse pour se rallier à Simon V de Montfort, comte de Leceister, gouverneur de Gascogne pour le roi d'Angleterre. Le 11 juin 1249, à Agen, le comte de Toulouse a sommé Arnaud Othon de lui céder la ville d'Auvillar et tous les autres domaines qu'il tenait de lui en fief en Agenais. Raymond VII fait comdamner le vicomte par la cour d'Agenais qui a déclaré que le château d'Auvillar et tous les biens qu'Arnaud Othon possédait dans le diocèse d'Agen étaient tombés en commise et étaient saisis au nom du comte de Toulouse. Raymond VII étant mort le 27 septembre 1249 à Millau, le comté de Toulouse est passé à sa fille Jeanne de Toulouse mariée à Alphonse de Poitiers. Arnaud Othon s'est rendu auprès d'eux en s'excusant d'avoir offensé le feu comte de Toulouse. Il a alors retrouvé la vicomté d'Auvillar et le comte de Toulouse a reçu son hommage lige. De son mariage avec Marie de Bermond, il a eu un garçon et une fille prénommés Vésian et Philippa.
- Vésian est vicomte d'Auvillar et de Lomagne à la mort de son père. En 1270, Jeanne de Toulouse a fait son testament léguant ce qu'elle possédait en Agenais, Quercy, Albigeois et Rouergue à Philippa de Lomagne. Cependant, cette clause du testament étant en désaccord avec le traité de Meaux, cette donation a été cassée par le parlement de Paris en 1274. Leur mère, Marie, s'est remariée avec Archambaud III de Périgord[1].

### Comtes de Périgord
- Philippa de Lomagne a succédé à son frère Vésian, mort sans descendance. Le comte de Périgord, avec l'aide de sa femme, mère de Philippa, a marié son fils Hélie VII Talleyrand de Périgord (mort en 1311) avec Philippa de Lomagne (1255-1286) encore mineure. Tuteur de sa bru, il confirme les Coutumes d'Auvillar, le 12 mars 1279, avec Marie, la vicomtesse Philippa et Hélie Talleyrand. En 1286, Philippa de Lomagne a fait de son mari son héritier pour la vicomté d'Auvillars[2]. Les vicomtés de Lomagne et d'Auvillars sont dans la mouvance du comte de Périgord jusqu'en 1301, date du décès de sa fille Marquise qu'il a eu avec Philippa de Lomagne. Hélie Talleyrand échange les vicomtés de Lomagne et d'Auvillar avec le roi Philippe IV le Bel contre des terres[3].

### Philippe IV le Bel et la Maison de Goth
En novembre 1302, la vicomté d'Auvillars est possédée par le fils de Philippe IV le Bel, le futur Philippe V le Long. Mais Philippe IV donne, en décembre 1305, la vicomté à Arnaud Garcie (ou Garsie) de Goth (ou Got, Gout) (vers 1250-1311), frère du pape Clément V et à son fils Bertrand de Goth,. 
- Bertrand de Goth (vers 1275-1324), seigneur de Rouillac, Puyguilhem et de Pierrecave, fils du précédent, marié en 1306 avec Béatrix de Lautrec, fille et héritière de Bertrand II, vicomte de Lautrec. Béatrix de Lauterc se maria en troisièmes noces avec Roger de Labarthe et est morte vers 1343[8]. Le pape Clément V a fait de son neveu et filleul son héritier universel[9].
- Régine de Goth (vers 1307-1325), vicomtesse de Lomagne et d'Auvillar, dame de Duras, fille du précédent.

### Maison d'Armagnac
En 1324, la vicomté est réunie au comté d'Armagnac au mariage de Jean Ier d'Armagnac (1305-1373), successeur de Bernard VI d'Armagnac, marié en 1324 avec Régine de Goth (vers 1307-1325), fille de Bertrand de Goth. La vicomté va alors être liée à la Maison d'Armagnac.
- Jean II d'Armagnac, en 1373,
- Jean III d'Armagnac, en 1383,
- Bernard VII d'Armagnac, en 1391,
- Jean IV d'Armagnac, en 1418.

Les possessions de Jean V d'Armagnac lui ont été retirées par Louis XI, en 1444, avant de les lui restituer en 1445.
- Jean V d'Armagnac, en 1450. Louis XI a attaqué le comte d'Armagnac en 1472 et prend Lectoure. Le comte Jean V est mis en prison le 5 mars 1473.

Les possessions de Jean V d'Armagnac sont encore réunies au domaine de la Couronne. En 1483, à son avènement, Charles VIII restitue les possessions de Jean V d'Armagnac à son frère, Charles d'Armagnac.
- Charles Ier d'Armagnac, en 1483. Sa longue détention à la Bastille a altéré son intelligence. Il a signé plusieurs actes de cession de ses possessions, d'abord, en 1484, par vente à son neveu Alain d'Albret, puis au roi de France, en 1493, enfin, l'année de sa mort, en 1497, au duc d'Alençon qu'il a institué son héritier universel. Il résulta de ces différents actes un procès au parlement de Paris. Le procès n'est pas encore terminé à la mort de Louis XII. En 1515, François Ier a donné les terres de la Maison d'Armagnac au duc d'Alençon marié à Marguerite d'Angoulême sous la réserve d'un retour à la Couronne s'ils n'avaient pas de descendance.

### Duc d'Alençon et Maison d'Albret
- Charles IV d'Alençon, en 1515. Il confirme les Coutumes d'Auvillar en juin 1515. Le duc d'Alençon meurt en 1525, sans descendance.
- Marguerite d'Angoulême hérite des possessions de son mari.
- Henri II d'Albret, roi de Navarre, se marie avec Marguerite d'Angoulême en 1527.
- Jeanne d'Albret, en 1555, mariée à Antoine de Bourbon. Les protestants ont conservé la ville jusqu'en juin 1571 quand l'armée royale reprend Auvillar.
- Henri III de Navarre, en 1572. Devenu roi de France en 1589 sous le nom d'Henri IV, ses possessions sont entrées dans le domaine des rois de France. Le château d'Auvillar a été détruit en 1572 par les habitants. Henri de Navarre est présent à Auvillar entre le 13 et le 15 novembre 1574 mais il ne rétablit pas le château vicomtal. Les remparts sont encore représentés sur la carte de Cassini.